# Aelurillus andreevae
Aelurillus andreevae là một loài nhện trong họ Salticidae.
Loài này thuộc chi Aelurillus. Aelurillus andreevae được Nenilin miêu tả năm 1984.